# Naturschutzgebiet Malberg
Das Naturschutzgebiet Malberg ist nach dem Malberg in der Nähe von Montabaur im rheinland-pfälzischen Teil des Westerwaldes benannt worden. Der Vulkan erhebt sich wie ein Maulwurfshügel über die Ebene des Montabaur Beckens. Der Berg besteht im Gegensatz zur Umgebung aus Phonolith. Das rund 30 Millionen Jahre alte Gestein bildet auf dem Gipfel ein Felsenmeer mit zahlreichen Spalten, Höhlen und Felsstürzen.

## Naturschutzgebiet
Der Malberg wurde am 19. Januar 1971 von der Bezirksregierung Koblenz als Naturschutzgebiet ausgewiesen. Dieser war eine Unterschutzstellung vom 6. Dezember 1961 vorangegangen. Das Schutzgebiet hat eine Größe von ca. 96 ha und liegt im Westerwaldkreis in den Gemarkungen von Ötzingen, Leuterod und Moschheim.